# Holocaustliteratur
Holocaustliteratur bezeichnet alle Arten von Literatur, die sich inhaltlich mit dem Holocaust befasst. Sie umfasst laut der Arbeitsstelle Holocaustliteratur an der Justus-Liebig-Universität Gießen viele Textsorten, die die Grenzen der klassischen Literaturgattungen von Epik, Lyrik und Drama überschreiten. Die Bezeichnung ist jedoch umstritten.

## Bezeichnung
Die Bezeichnung Holocaustliteratur stammt aus den USA und umfasst nach dem Gießener Modell der Holocaust- und Lagerliteratur „authentische“, von Überlebenden verfasste Schriften, und fiktionale Texte. Die Autoren können unmittelbar (als Täter oder Opfer) oder mittelbar (zum Beispiel als Angehörige der Holocaust-Nachfolgegenerationen) mit dem Holocaust verbunden sein. Auch von Unbeteiligten verfasste Texte zum Thema werden dazu gezählt.
Zu den Textsorten zählen Tagebücher und Chroniken aus der Zeit des Holocaust, danach verfasste Memoiren und Erinnerungen und fiktionale Texte (Romane, Gedichte, Dramen), die den Holocaust zentral behandeln. Unter „fiktional“ werden hier imaginäre oder erfundene Personen und Charaktere, Ereignisse und Orte verstanden.
Die Gießener Definition der Gattung grenzt literarische von historischen und wissenschaftlichen Texten („Metadokumenten“) ab. Sie versteht darunter Texte, die das Geschehen mit literarischen Stilmitteln (zum Beispiel Tropen und Archetypen) vermitteln wollen und das Geschehen in suggerierender Weise anordnen, ohne wissenschaftlichen Kriterien und Konventionen zu folgen.
Obwohl die Bezeichnung in Rezensionen und wissenschaftlichen Untersuchungen zunehmend akzeptiert und etabliert wurde, blieb sie unklar. Bisweilen sind nur fiktive oder nur von Holocaustüberlebenden verfasste Texte damit gemeint. Letztere wurde laut Imre Kertész bis in die 1960er Jahre hinein als „Lager-Literatur“ bezeichnet.
Auch der Begriff „Holocaust“ wird in der Definition der Literaturgattung verschieden verstanden: Er kann auf die Vernichtung der europäischen Juden begrenzt oder auf alle Opfergruppen der nationalsozialistischen „Rassen“-, Verfolgungs- und Vernichtungspolitik ausgedehnt werden. Die Gießener Definition versteht den Begriff im weitesten Sinn, ohne die Einmaligkeit der planmäßigen Vernichtung der europäischen Juden außer Acht zu lassen. Um diese zu erfassen, wird der Ausdruck „Shoah“ zur Verwendung empfohlen. Dieser steht in einem engen Verhältnis zur Bezeichnung „Holocaust“ und wird nicht losgelöst davon verwendet.